# Liste der haitianischen Botschafter in Deutschland

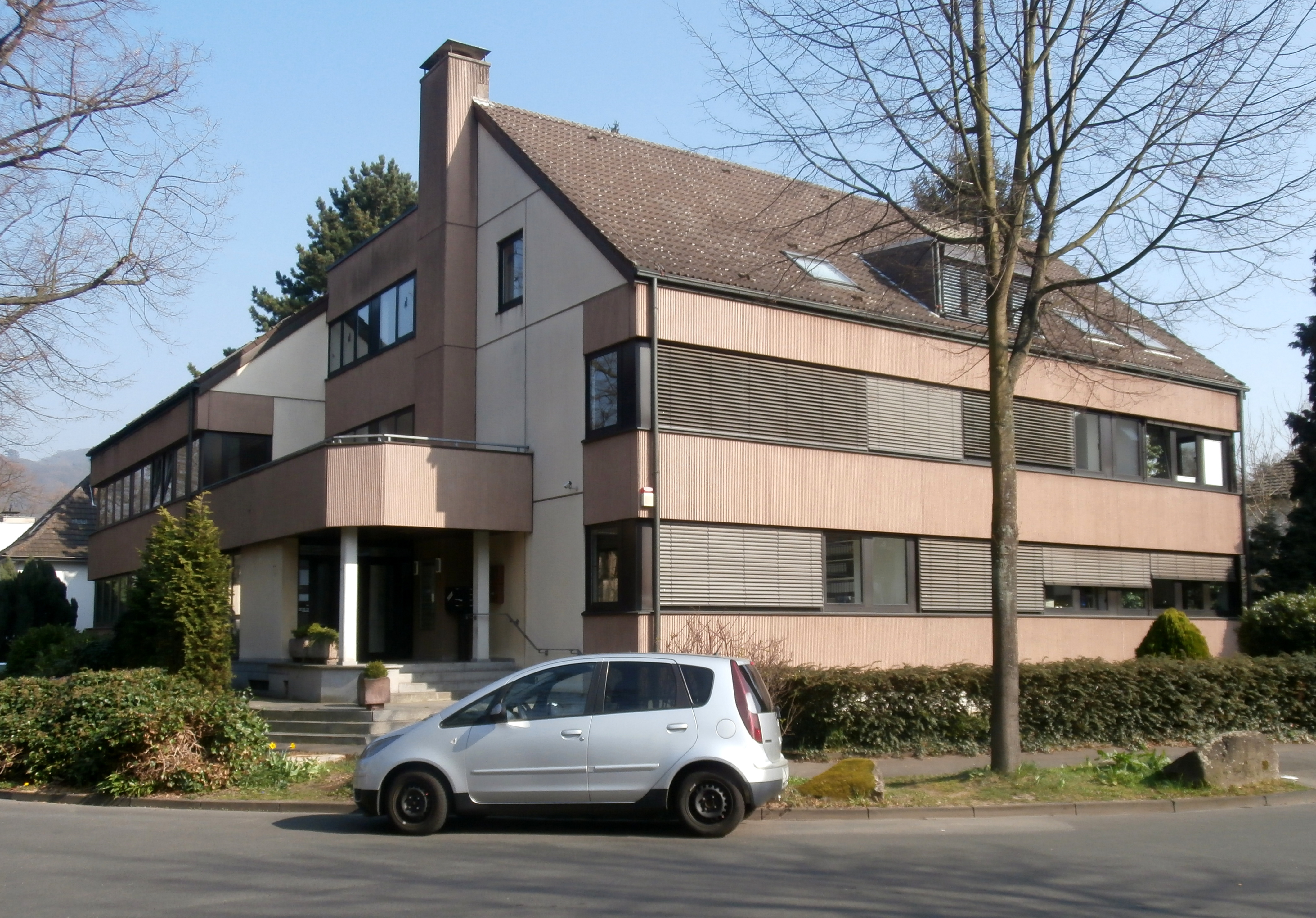
Ehemalige Botschaft von Haiti, Schlossallee 10 (Ecke Kriemhildstraße), Mehlem, Bad Godesberg

Haitianische Botschafter in Deutschland sind die Vertreter Haitis in der Bundesrepublik Deutschland und beim Bundespräsidenten akkreditiert. Aufgeführt sind auch die Vertreter Haitis im Deutschen Reich.
Die DDR unterhielt keine diplomatischen Beziehungen mit Haiti.

## Liste der Botschafter
| Amtsantritt | Amtsinhaber               | Bemerkungen | Haitianisches Staatsoberhaupt | Deutsches Staatsoberhaupt | Posten verlassen |
| ----------- | ------------------------- | --- | ----------------------------- | ------------------------- | ---------------- |
|             |                           | Vor 1891 war der haitianische Botschafter in Paris in Deutschland nebenakkreditiert                                                        |                               |                           |                  |
| 1891        | Démesvar Delorme          | (* 1831; † 1901) | François Denys Légitime       | Kaiser Wilhelm II         | 1897             |
| 1899        | Jean-Joseph Dalbémar      | (* 1839) | Tirésias Simon-Sam            | Kaiser Wilhelm II         | 1909             |
| 1909        | Callistène Fouchard       | | François C. Antoine Simon     | Kaiser Wilhelm II         | 1914             |
| 1914        | Léon Audain               | (* 1863; † 1930) | Oreste Zamor                  | Kaiser Wilhelm II         | 1915             |
|             |                           | Von 1915 bis 1921 blieb die Botschaft unbesetzt. Nach Abbruch der diplomatischen Beziehungen im Juni 1917 agierte Spanien als Schutzmacht. |                               |                           |                  |
| 1921        | Fernand Dennis            | | Philippe Sudré Dartiguenave   | Friedrich Ebert           | 1923             |
| 1923        | Georges Gentil            | | Louis Bornó                   | Friedrich Ebert           | 1925             |
| 1925        | Charles Bouchereau        | | Louis Bornó                   | Paul von Hindenburg       | 1928             |
| 1928        | Luc Dominique             | | Louis Bornó                   | Paul von Hindenburg       | 1930             |
| 1930        | Pétien Boncy              | | Louis Eugène Roy              | Paul von Hindenburg       | 1931             |
| 1934        | Constantin Fouchard       | | Sténio Vincent                | Paul von Hindenburg       | 1941             |
|             |                           | Von 1941 bis 1956 blieb die Botschaft unbesetzt. Die Schweiz agierte als Schutzmacht.                                                      |                               |                           |                  |
| 1956        | Jean Duvigneaud           | | Joseph Nemours Pierre-Louis   | Theodor Heuss             | 1957             |
| 1957        | Yvon Perrier              | | François Duvalier             | Theodor Heuss             | 1958             |
| 1958        | Franck M. Beauvoir        | | François Duvalier             | Theodor Heuss             | 1967             |
| 1967        | Carlet Auguste            | | Jean-Claude Duvalier          | Gustav Heinemann          | 1972             |
| 1972        | Fritz Jean-Baptiste       | | Jean-Claude Duvalier          | Gustav Heinemann          | 1973             |
| 1973        | Carlet Auguste            | | Jean-Claude Duvalier          | Walter Scheel             | 1976             |
| 1976        | Edouard Francisque        | | Jean-Claude Duvalier          | Walter Scheel             | 1981             |
| 1981        | Serge Élie Charles        | von 1988 bis 1989 Außenminister Haitis | Jean-Claude Duvalier          | Karl Carstens             | 1983             |
| 1983        | Francois Guillaume        | | Jean-Claude Duvalier          | Karl Carstens             | 1985             |
| 1985        | Jean-Claude André         | | Jean-Claude Duvalier          | Richard von Weizsäcker    | 1987             |
| 1987        | Jean Robert Saget         | | Henri Namphy                  | Richard von Weizsäcker    | 1996             |
| 1996        | Alrich Nicolas            | von 2008 bis 2009 Außenminister Haitis | René Préval                   | Roman Herzog              | 2005             |
| 2005        | Jean Robert Saget         | | Boniface Alexandre            | Horst Köhler              | 2014             |
| 2014        | Patrick Saint Hilaire     | Geschäftsträger |                               |                           |                  |
| 2015        | Frantz Bataille           | Geschäftsträger |                               |                           |                  |
| 2016        | Michèle Dominique Raymond | Geschäftsträgerin |                               |                           |                  |
| 2021        | Frantz Bataille           | | Jovenel Moïse                 | Frank-Walter Steinmeier   | 2024             |
| 2024        | Fabienne Magloire         | | Übergangsrat CPT              | Frank-Walter Steinmeier   |                  |